# Бойкот

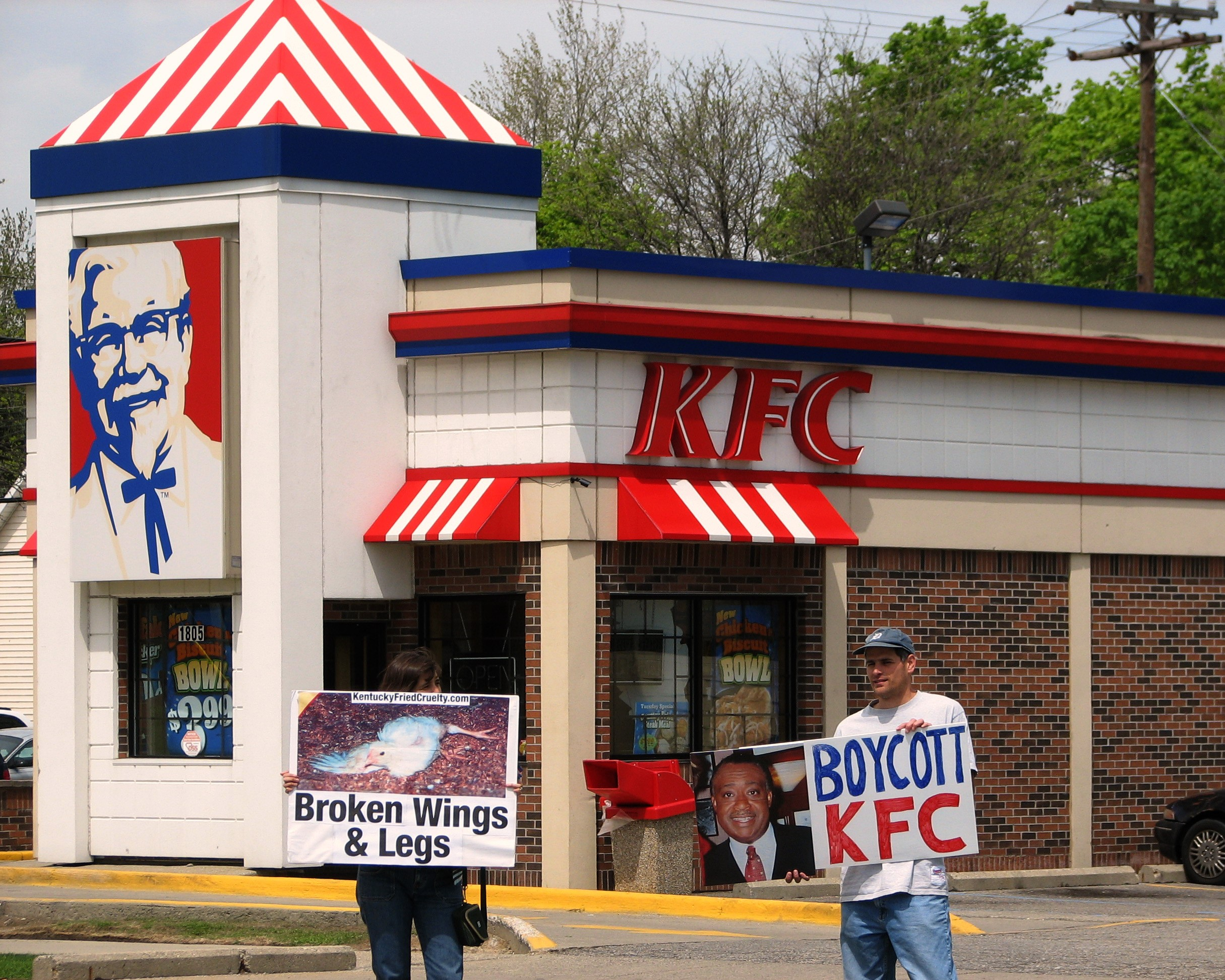
Люди, призывающие к бойкоту предприятий KFC, Мичиган, 2007 год

Бойко́т (англ. boycott) — форма политической и экономической борьбы, предполагает полное или частичное прекращение отношений с отдельным лицом, организацией, предприятием, например, отказ наниматься на работу, покупать продукцию данного предприятия и так далее — любое прекращение отношений с кем-либо в знак протеста против чего-либо.
В международных отношениях, по Уставу ООН, — одна из принудительных мер (без применения вооруженных сил) для поддержания мира. Заключается в отказе государства поддерживать отношения с каким-либо государством или группой государств.
Названа так по фамилии английского управляющего Чарльза Бойкотта, в отношении которого в 1880 году ирландскими арендаторами была применена эта мера. 

## Знаменитые бойкоты
Один из первых знаменитых бойкотов, ещё до появления слова «бойкот», был организован аболиционистским движением в Англии в конце XVIII века. Члены движения отказывались потреблять тростниковый сахар и прочие продукты рабского труда, и в конце концов смогли убедить значительную часть лондонского света, что пить чай с сахаром — аморально. Это послужило одним из толчков к отмене рабства в Британской империи в 1833 году.
Первым формальным бойкотом, организованным на государственном уровне, был общенациональный однодневный бойкот еврейских фирм и магазинов 1 апреля 1933 года в нацистской Германии.
Бойкоты часто используются национально-освободительными движениями и в борьбе за гражданские права. Например, в первой половине XX века, китайские националистические движения (движение 4 мая, Гоминьдан и проч.) регулярно организовывали бойкоты японских товаров в знак протеста против политики Японской империи по отношению к Китаю. Махатма Ганди в 1921 году, во время борьбы за независимость Индии призывал индийцев бойкотировать британские фирмы и учебные заведения. Бойкоты местного уровня (против конкретных организаций, дискриминирующих по расовому признаку) были одним из основных приемов борьбы за гражданские права афроамериканцев в США в 1950-х и 1960-х годах.
Широко известны бойкоты Олимпийских игр. Например, США и ряд их союзников бойкотировали летнюю Олимпиаду 1980 в Москве из-за ввода советских войск в Афганистан в 1979 году. В ответ СССР и большинство социалистических стран бойкотировали летнюю Олимпиаду 1984 в Лос-Анджелесе.
Экономические:
- Картофельный бойкот в ЮАР
- Один из самых масштабных бойкотов недавнего времени был организован в арабских странах в 2006 году против датских продуктов питания, в результате знаменитого карикатурного скандала.